# Birjulëvo Zapadnoe
Il quartiere Birjulëvo Zapadnoe (in russo Район Бирюлёво Западное?, Birjulëvo occidentale) è un quartiere di Mosca sito nel Distretto Meridionale.
L'area, insieme all'adiacente quartiere di Birjulëvo Vostočnoe (Birjulëvo orientale), era occupata nel 1900 dall'omonimo villaggio di Birjulëvo. Entra a far parte di Mosca nel 1960.
L'urbanizzazione moderna, coi condomini che vanno a sostituire gli edifici originari, ha inizio nel 1971; i nuovi appartamenti vengono destinati ai lavoratori della stazione e delle fabbriche della zona.